# Gorzów Śląski

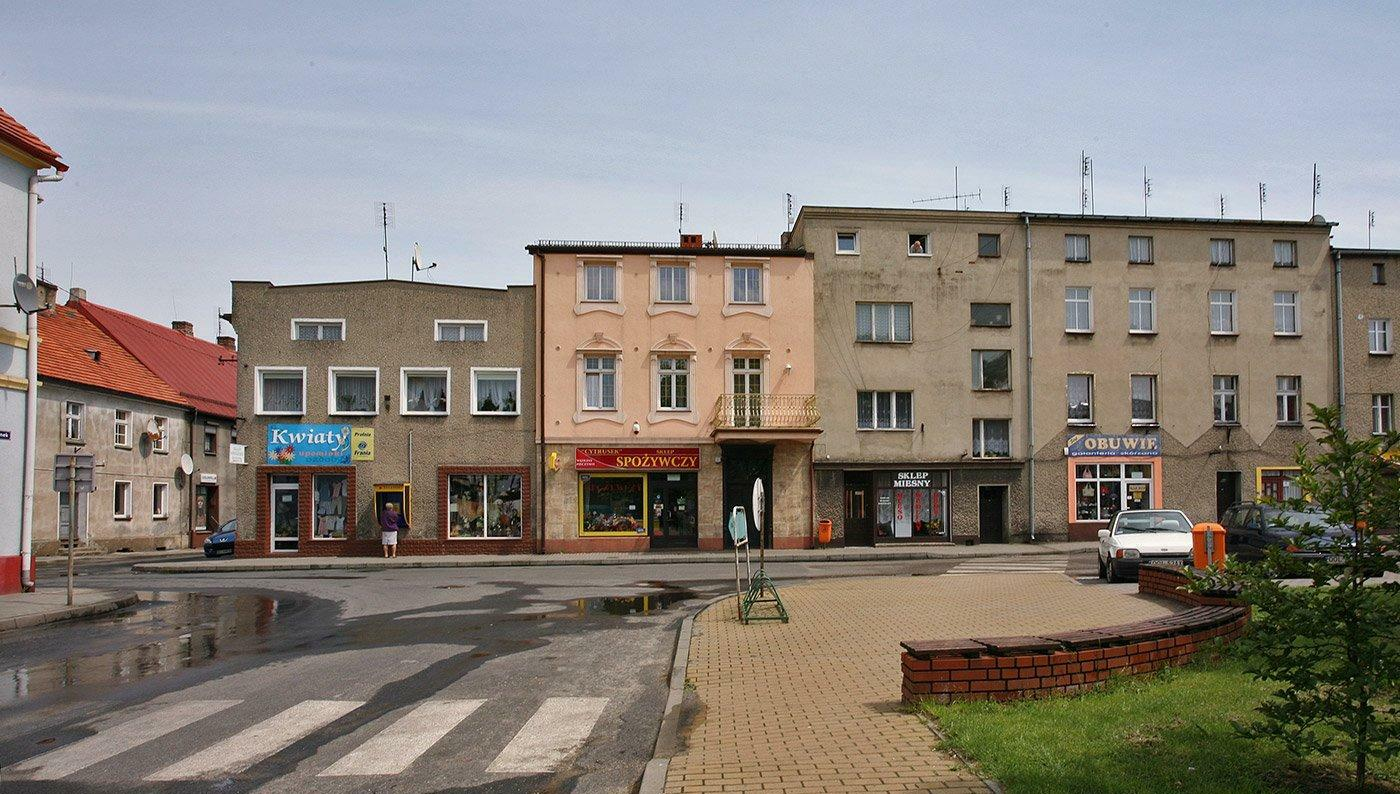

Gorzów Śląski (tyska: Landsberg in Oberschlesien) är en stad och kommun i Powiat oleski i Opole vojvodskap i södra Polen. Staden ligger nära Praszka. 2 489 invånare.